# Mjasnizkaja-Straße

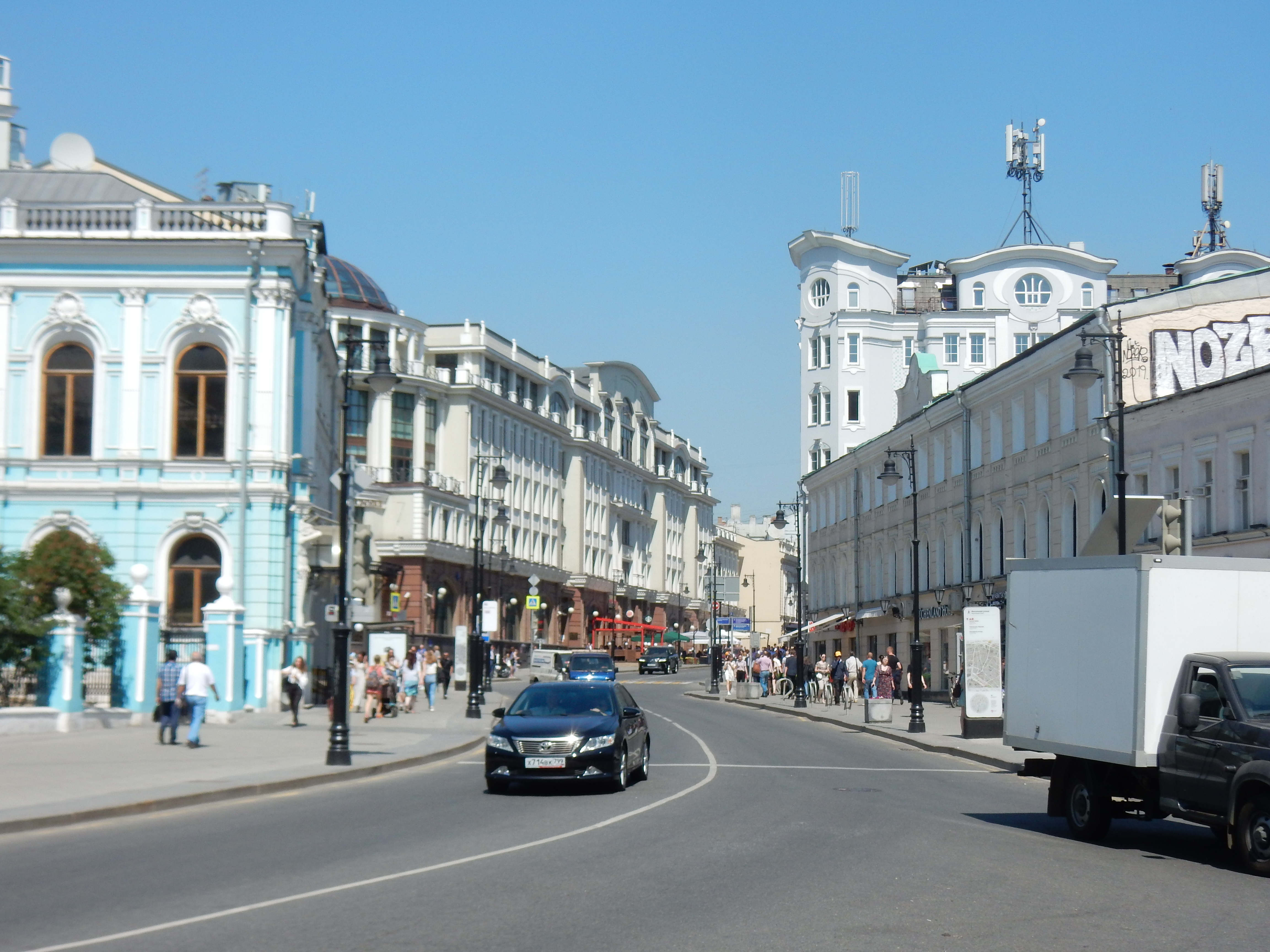
Mjasnizkaja-Straße

Die Mjasnizkaja-Straße (russisch Мясницкая улица Mjasnizkaja Uliza) ist eine Straße, die in den Stadtteilen Basmanny und Krasnoselski im Zentralen Verwaltungsbezirk Moskaus liegt. Sie führt radial vom Lubjanskaja-Platz zum Gartenring (Segment Sadowaja-Spasskaja) und kreuzt den Boulevardring beim Platz Mjasnizkie Worota. Ihre Länge beträgt 1,6 km.

## Geschichte
Die erste urkundliche Erwähnung des Gebietes, in dem die Mjasnizkaja-Straße liegt, stammt aus den Jahren ab 1470. 1482 wurde dieses Gebiet von Bojaren sowie Kaufleuten aus Weliki Nowgorod bewohnt. Sie wurden auf Befehl Iwans III. nach Moskau umgesiedelt, nachdem 1471 die relative Unabhängigkeit (Freiheit) Nowgorods von Iwan III. gänzlich abgeschafft worden war, da Iwan III. befürchtete, vornehme und reiche Bürger Nowgorods würden dagegen aufbegehren. Schon 1471, zur Erinnerung an den Friedensvertrag mit Nowgorod, wurde am Anfang der heutigen Mjasnizkaja-Straße die Hl. Ewpl-Kirche aus Holz errichtet. Dadurch bekam dieser Abschnitt der Straße den Namen Ewplowka. Ein zweiter Teil der Straße erhielt im 17. Jahrhundert den Namen Frolowka, als hier die Kirche für Hl. Flor und Lawr erbaut wurde. Beide Kirchen wurden unter der Sowjetherrschaft abgerissen. Das danebenliegende Gebiet trug schon im 16. Jahrhundert den Namen Mjasnizkaja Sloboda (Fleischersbezirk), da dort Fleischer lebten und Handel betrieben. Gegen Ende des 17. Jahrhunderts wurde der Fleischhandel in die Nähe von Semljanoj Wal verlegt, allerdings behielt die Straße den Namen Mjasnizkaja.
Im 18. Jahrhundert führte entlang der Straße ein Weg vom Kreml nach Nemezkaja Sloboda (dem Bezirk der Deutschen Moskaus). Diese Straße wurde von Aristokraten bewohnt und mit Herrenhäusern, meist aus Holz, bebaut. Unter anderem befand sich hier das Herrenhaus Alexander Danilowitsch Menschikows. In seinem Auftrag wurde unweit der Straße der Menschikow-Turm (Kirche des Erzengels Gabriel) errichtet. Während des Brandes 1812 wurden alle Holzgebäude zerstört; danach wurde die Straße neu geplant, auf bis zu 25 Meter verbreitert und mit Steingebäuden bebaut. In den 1870er Jahren wurde der Straße entlang eine Pferdebahn installiert, die Anfang des 20. Jahrhunderts durch eine Straßenbahn ersetzt wurde. Die Mjasnizkaja bekam als eine der ersten Straßen Moskaus eine Straßenbeleuchtung, zunächst gasbetrieben, in den 1890er Jahren schließlich elektrisch.
Am 14. Dezember 1935 wurde die Mjasnizkaja-Straße in Kirow-Straße umbenannt. 1992 bekam sie wieder ihren historischen Namen.
Das reiche architektonische Ensemble der Mjasnizkaja-Straße verfügt über Gebäude aus dem 18. bis 20. Jahrhundert, die von bekannten Architekten erbaut wurden, so dass ein Teil der Gebäude als staatliche Kulturobjekte besonderer Bedeutung ausgezeichnet sind.

## Beschreibung

### Abgerissene Gebäude

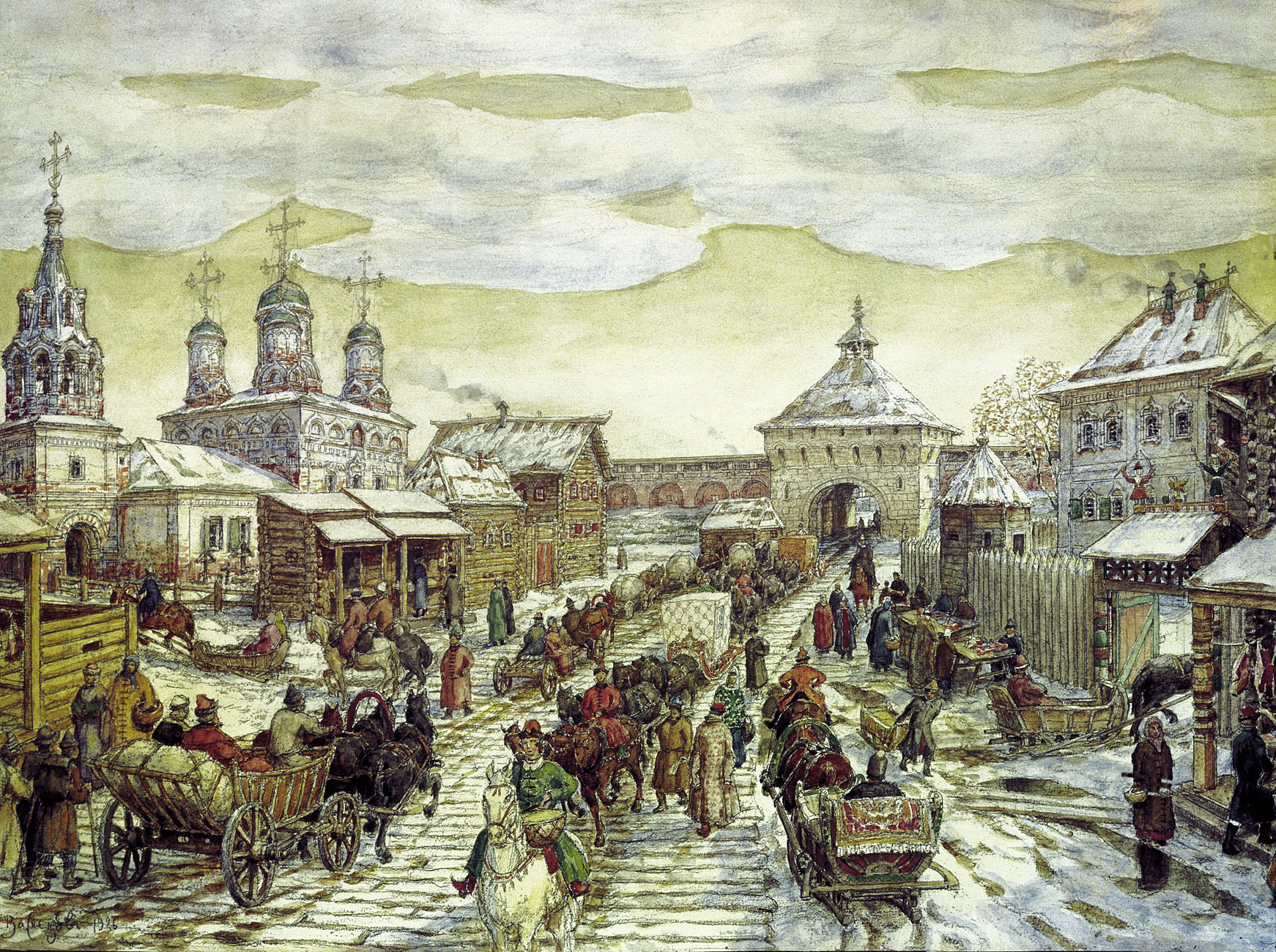
Mjasnizkije Worota. Gemälde von Apollinari Michailowitsch Wasnezow
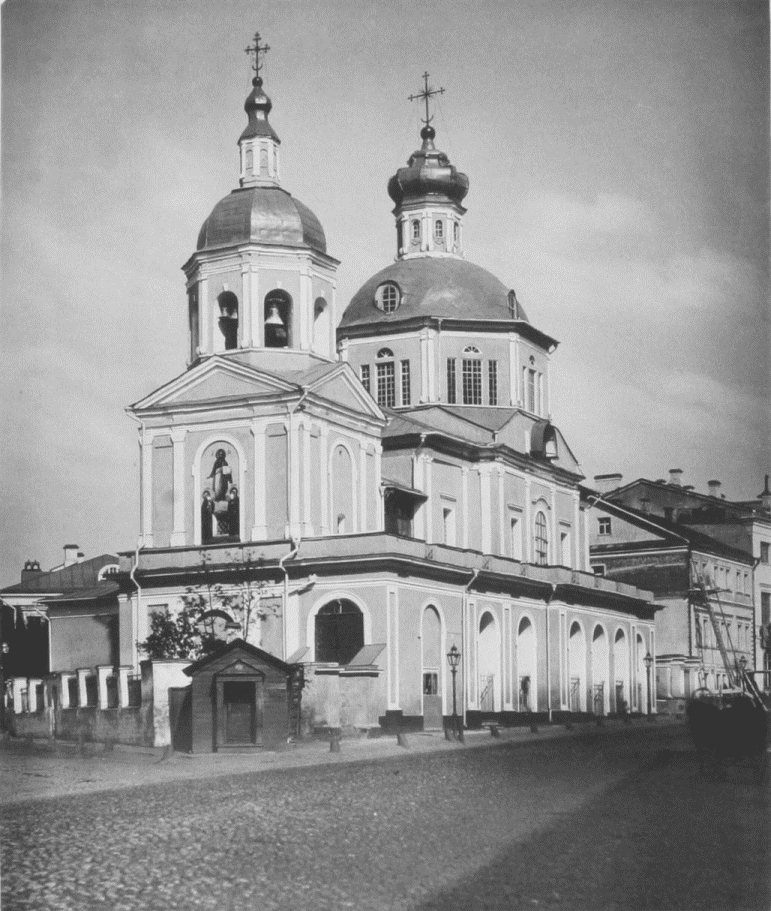
St. Ewpl
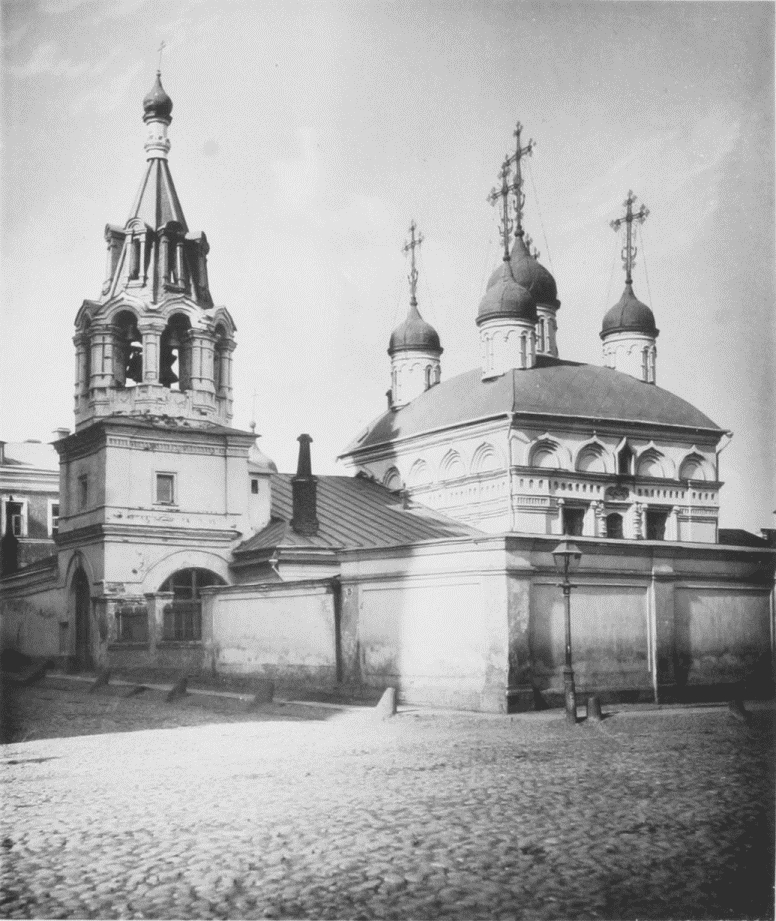
St. Flor und Lawr
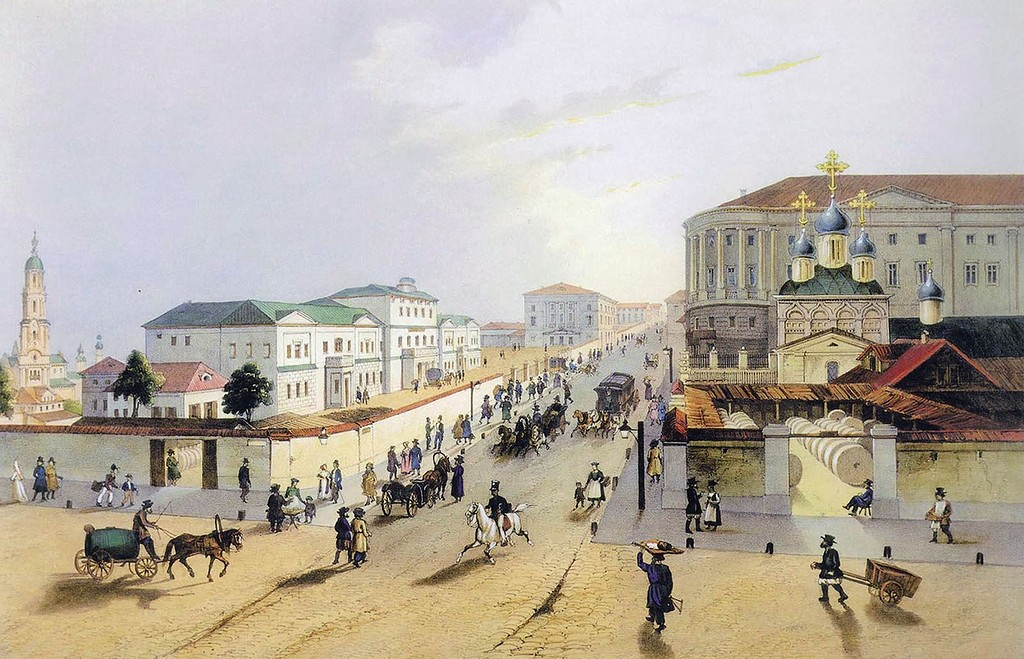
Mjasnizkaja-Straße, 1840er Jahre. Lithographie von S. Müller (Original von F. Ditz). Von rechts – Juschkow-Haus und Kirche der Hl. Flor und Lawr (im Vorderplan). Von links – „Altes“ Postamt und Menschikow-Turm
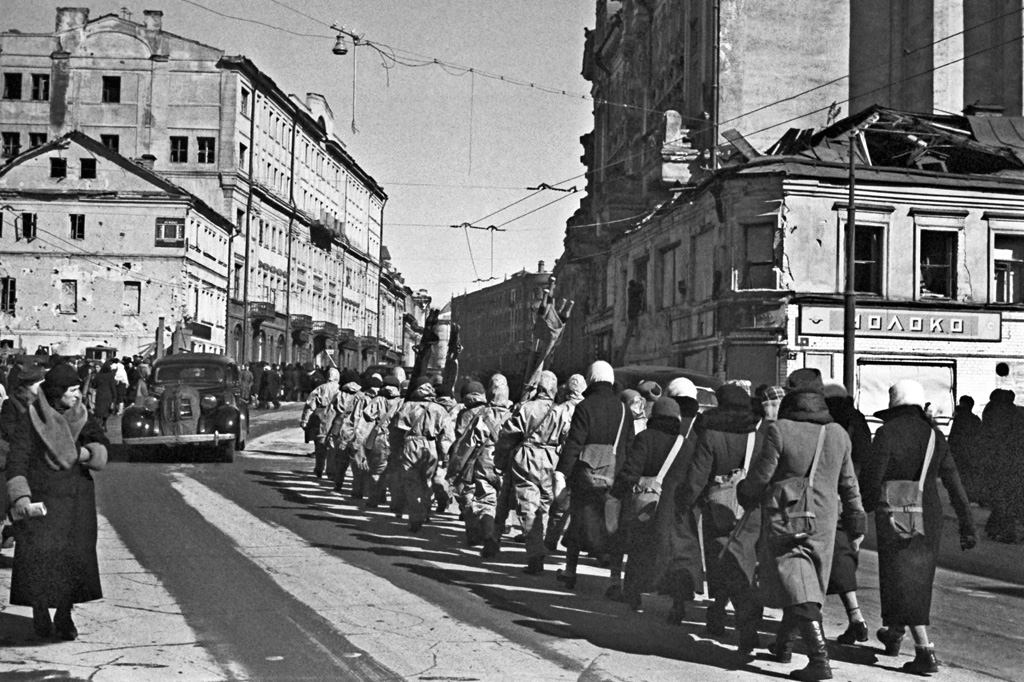
Mjasnizkaja-Straße, 20. November 1941. Es sind durch Luftangriffe beschädigte Gebäude zu sehen.

- Die Mauer der Weißen Stadt mit einem Turm aus dem Ende des 16. Jahrhunderts. Sie war die dritte Verteidigungsmauer (nach Kreml und Kitai-Gorod-Mauer) Moskaus. Sie lag an der Stelle des Gartenrings und kreuzte somit die Mjasnizkaja-Straße. Sie wurde zum Ende des 18. Jahrhunderts größtenteils abgerissen. Die Mauer verfügte über 27 Türme, davon waren zehn mit Toren ausgestattet. Der Mjasnizkaja-Turm hatte ein Tor (russisch Worota) und war namensgebend für den Platz.
- Die Kirche des Heiligen Ewpl wurde 1471 aus Holz erbaut. Euplius von Katanja (auch Euplius von Sizilien) war ein frühchristlicher Heiliger. Von 1750 bis 1753 wurde die Steinkirche mit einem Glockenturm errichtet. 1812, während der französischen Invasion, war sie die einzige Kirche, die die Gottesdienste fortsetzte. Sie war ein interessantes architektonisches Denkmal russischer Architektur mit einem Einfluss der westeuropäischen Architektur, wurde jedoch unter der Sowjetherrschaft für Gottesdienste geschlossen und 1926 abgerissen. Die Kirche befand sich am Anfang der Straße, auf der Stelle des jetzigen Gebäudes Nr. 9.
- Die Kirche der Heiligen Florus und Laurus wurde von 1651 bis 1657 am Platz Mjasnizkije Worota errichtet. Sie wurde 1934/35 mit den zugehörigen Gebäuden abgerissen. Der Standort der Kirche ist bis heute unbebaut. Da die Baudokumentation und die ausführliche Beschreibung der Kirche erhalten sind, ist vom Moskauer Patriarchat eine Wiederherstellung der Kirche geplant.
- Nikolaus-Kirche zu Mjasniki.[1] Die Steinkirche wurde wahrscheinlich am Anfang des 16. Jahrhunderts gebaut. 1711–1737 wurden nebeneinander ein neues großes Kirchengebäude und ein Glockenturm errichtet. In den 1780er Jahren folgte eine Restaurierung; 1883 wurde ein neues Kirchenkorps gebaut; 1894 wurde die Kirche von Sergei Sherwood umgebaut; 1928 waren alle Kirchengebäude abgerissen. An der Stelle des Kirchengebäudes befindet sich heute das Gebäude Nr. 39.

### Ensemble
An der Seite mit den ungeraden Hausnummern befinden sich unter anderem:
- Hausnummer 1/2, die sogenannte „Lubjanka“, das monumentale Gebäude des sowjetischen Geheimdienstes. Das ursprüngliche Gebäude bestand aus zwei Korps und wurde 1897/98 (das erste Korps) und 1901/1902 (das zweite Korps) als ein Mietshaus der Versicherungsgesellschaft „Rossija“ durch den russischen Architekten Aleksandr Wassilijewitsch Iwanow und Nikolai Michalowitsch Proskurnin errichtet. Vor der Oktoberrevolution diente es als ein Lux-Wohngebäude. Die Fassade wurde mit einer Uhr ausgestattet, die nicht erhalten ist. Nach der Revolution wurde es nationalisiert und dem Tscheka übergeben; Danach gehörte das Gebäude der OGPU, NKWD, MGB, KGB, jetzt dem FSB. Der Architekt Alexei Wiktorowitsch Schtschussew unternahm in den Jahren 1940 bis 1947 einen umfangreichen Umbau mit einer Vereinigung der beiden Korps. Ein besonders starker Umbau wurde mit dem rechten Teil des Gebäudes durchgeführt; die linke Seite dagegen, obwohl auf zwei Stockwerken gebaut wurde, blieb unvollendet. Das Gebäude blieb so asymmetrisch bis zum Jahr 1983, als die linke Seite analog zu der rechten Seite rekonstruiert wurde, wie es von Schtschussew ursprünglich geplant war.[2] Während des Umbaus in den 1940er Jahren bekam das Gebäude die neue Uhr, die vom Glockenturm der Kathedrale St. Peter und Paul in der Starosadski-Gasse (die damals für Gottesdienste geschlossen war) demontiert wurden. Die Kathedrale bekam später eine neue Uhr.

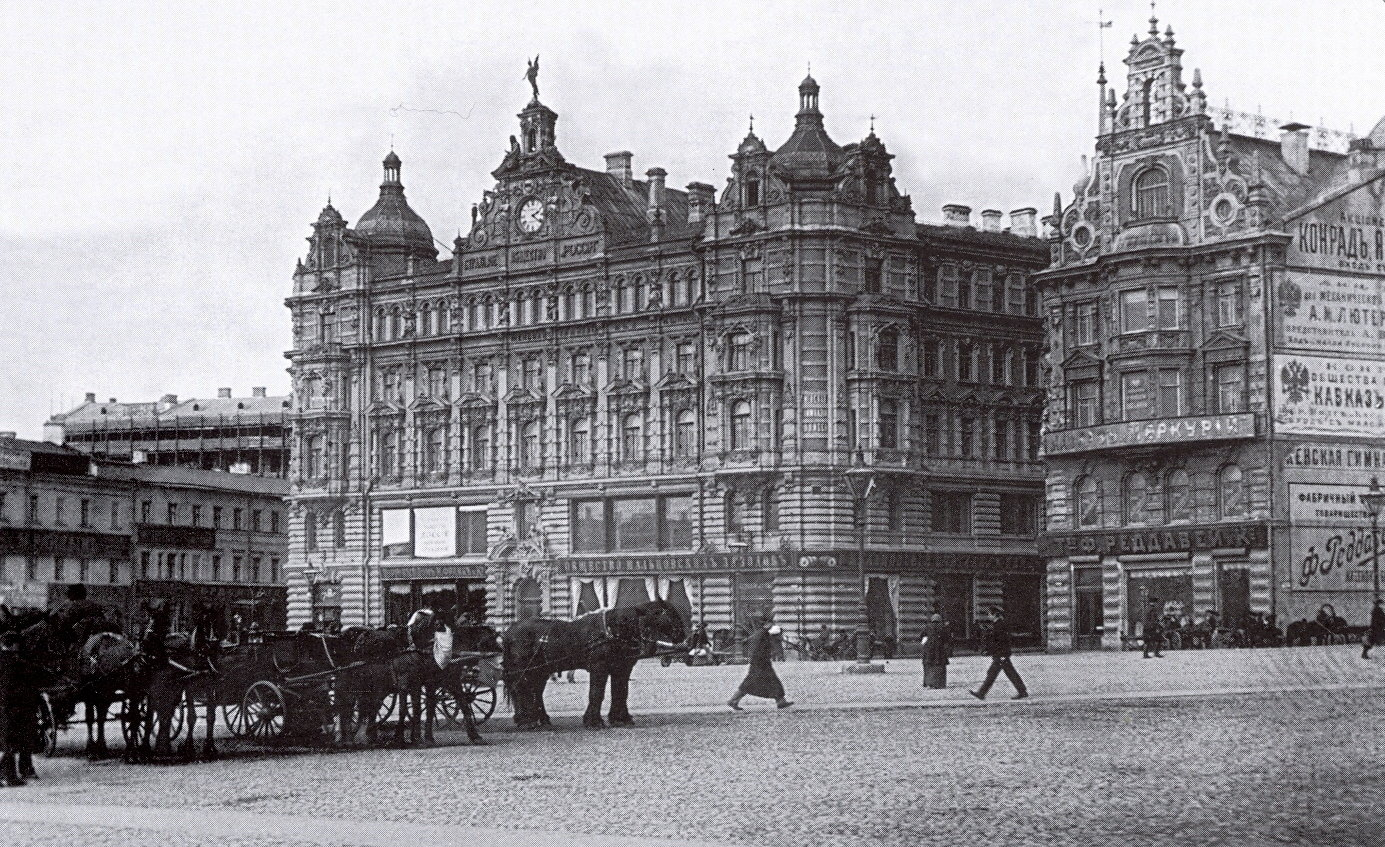
Beide Korpse der Versicherungsgesellschaft „Rossija“
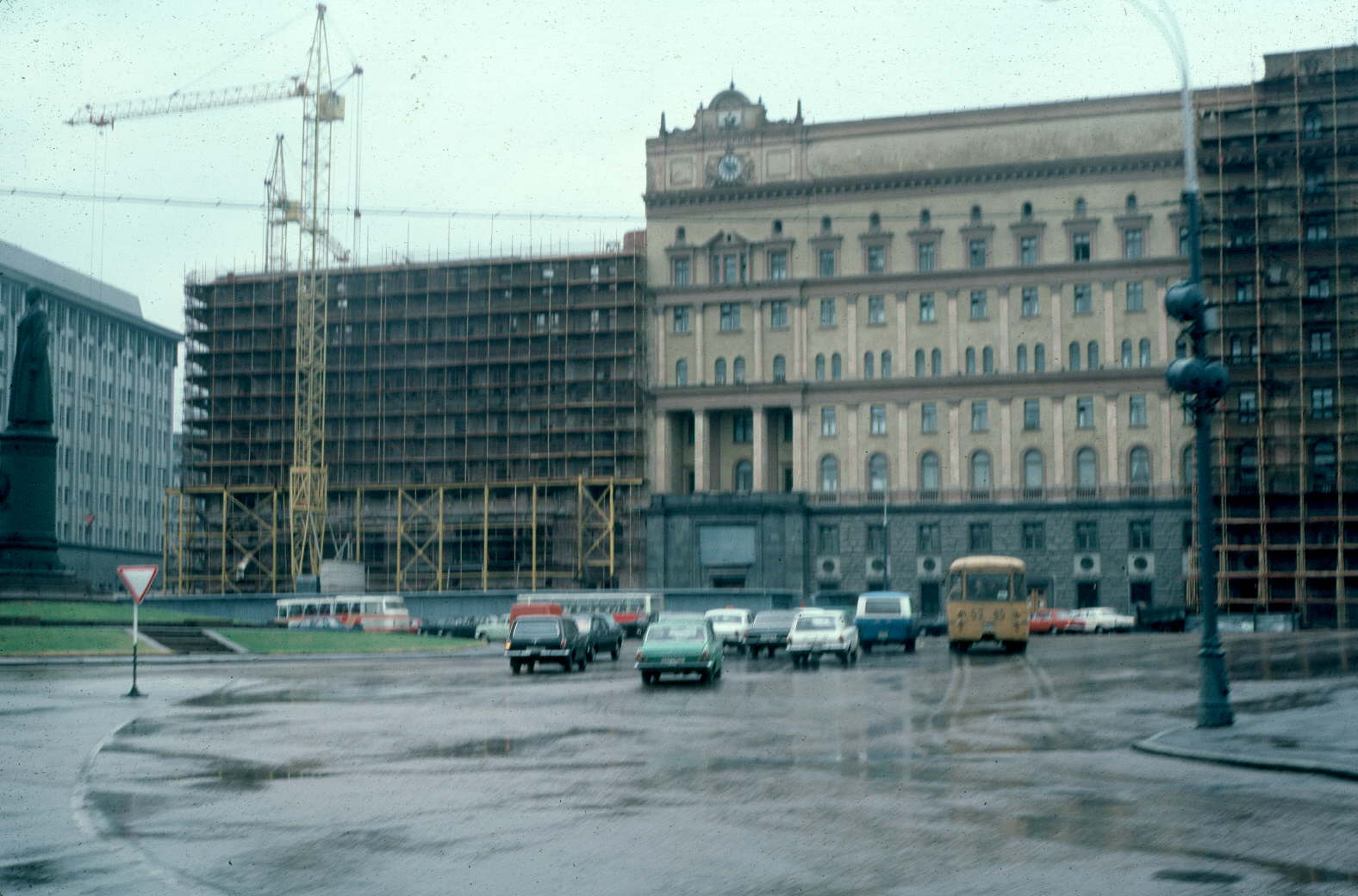
Endumbau 1983
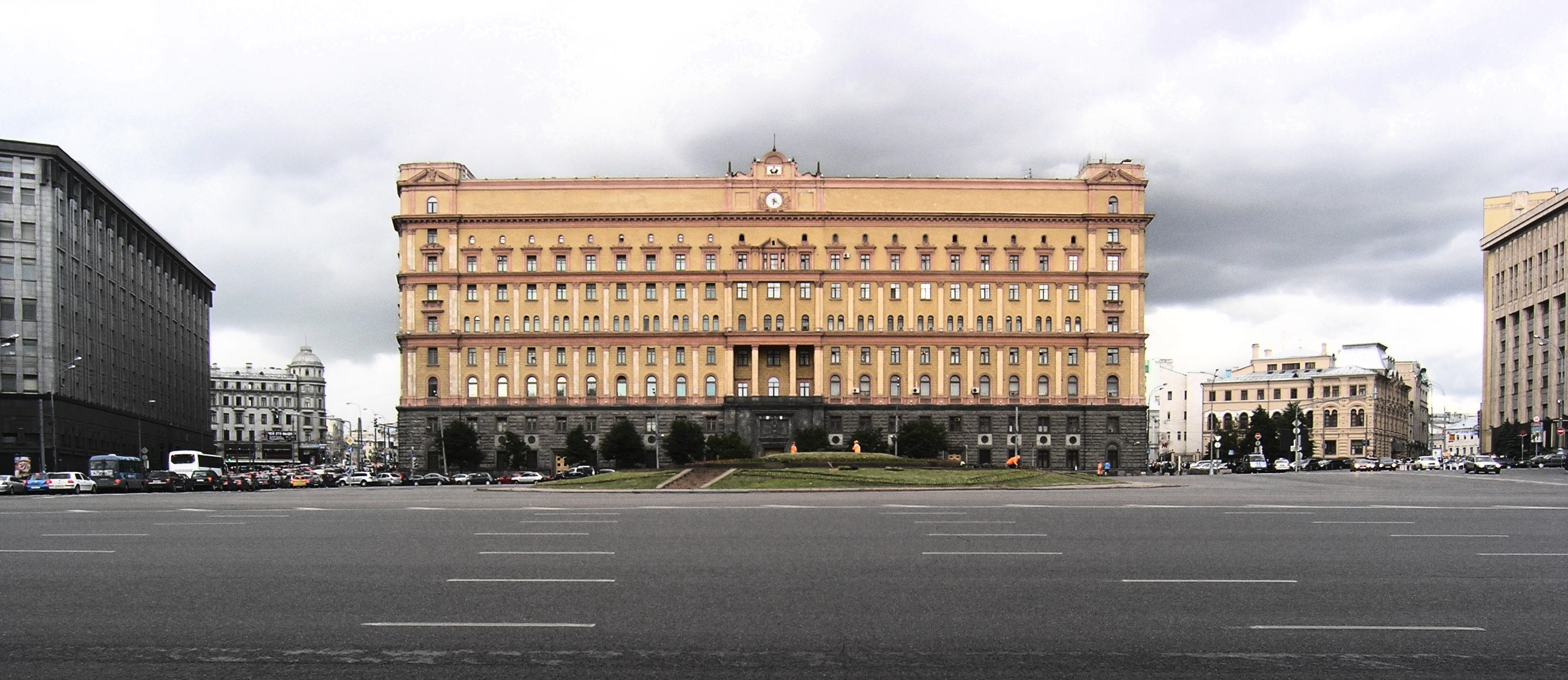
Lubjanka
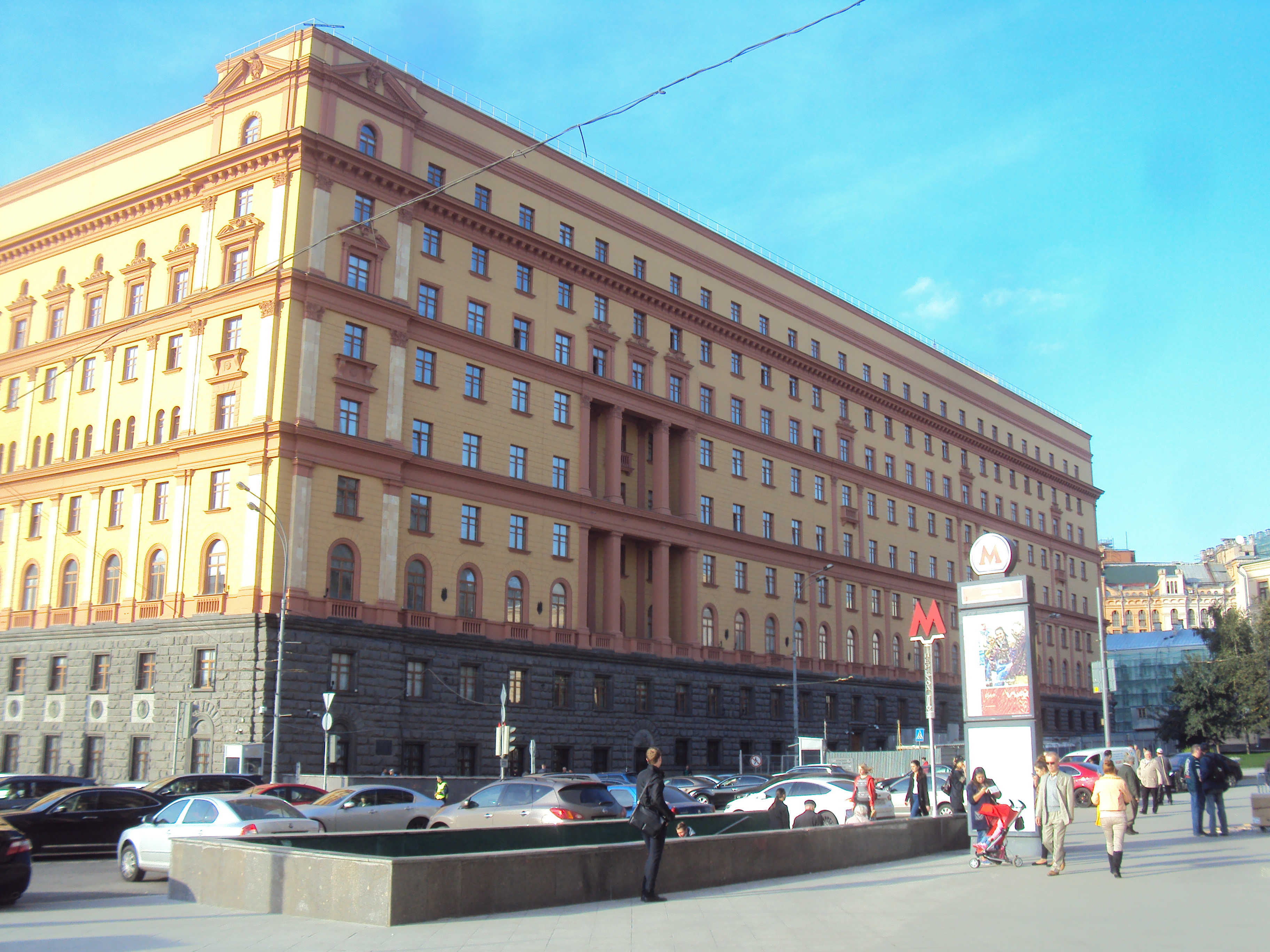
Anfang der Mjasnizkaja-Straße
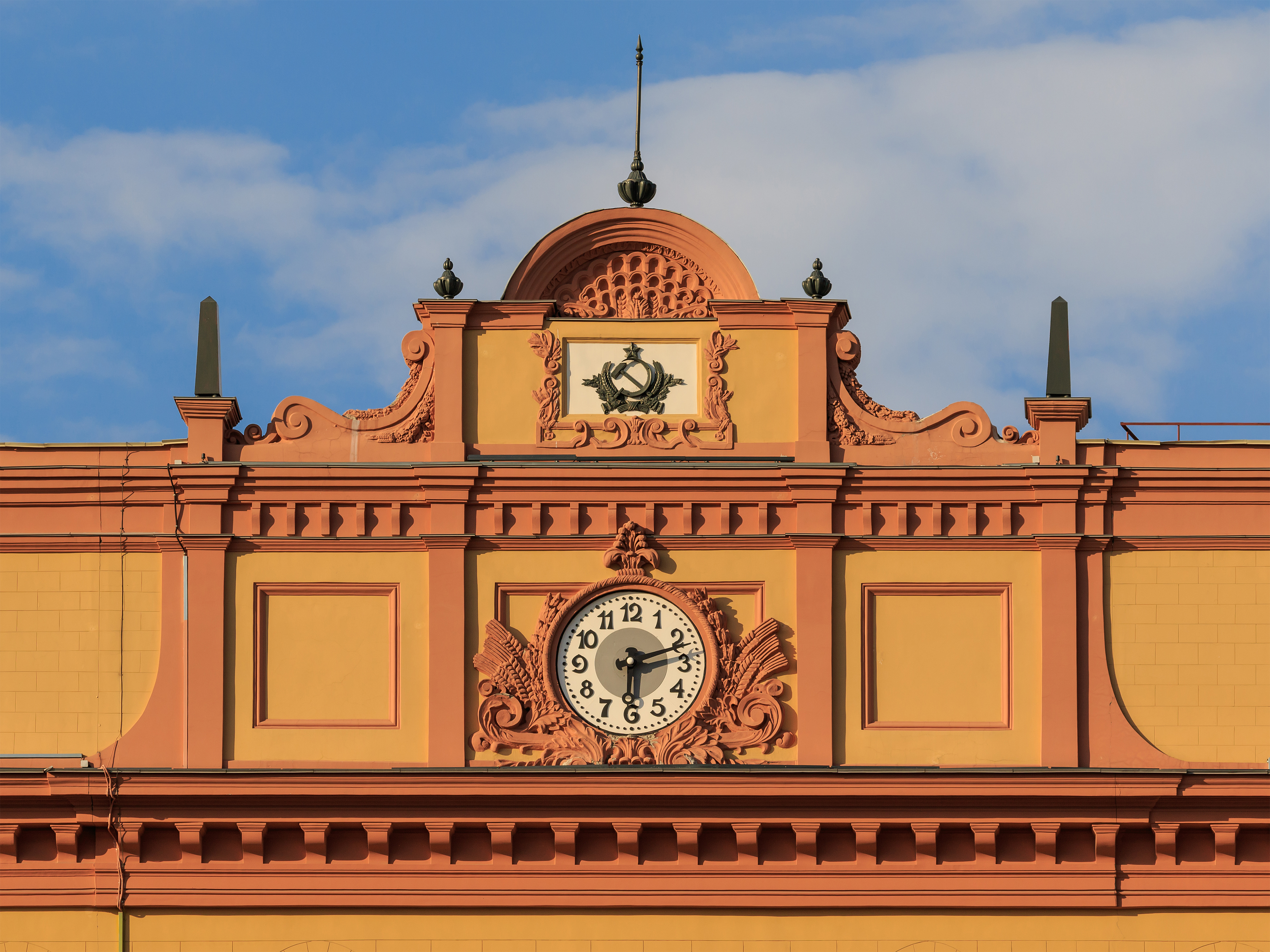
Detail

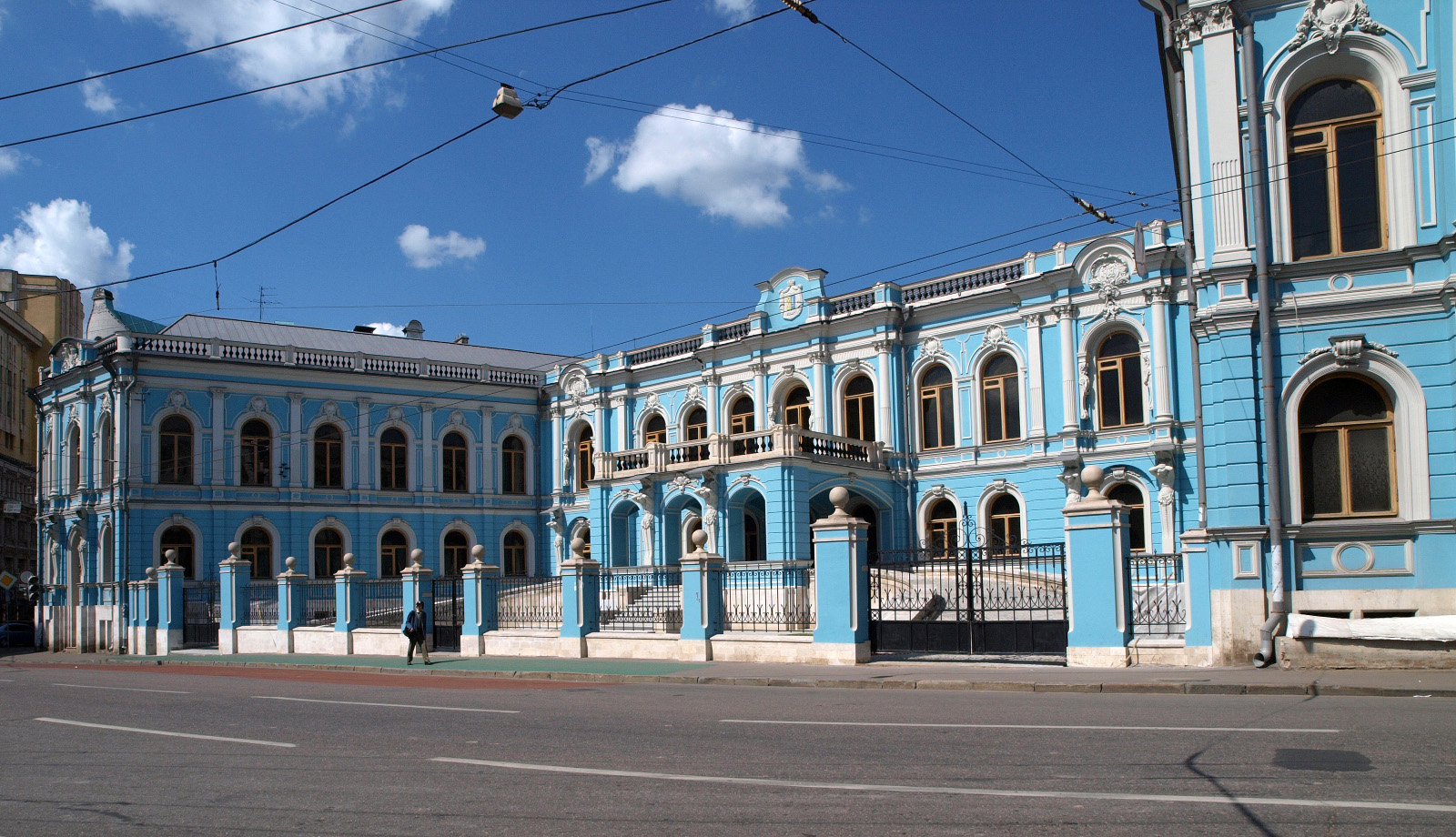
Herrenhaus Saltykow-Tschertkow

- Hausnummer 7/3 – Das Herrenhaus Saltykow-Tschertkow. Es wurde in der Mitte des 18. Jahrhunderts im Stil Klassizismus gebaut und gehört zu der Adelsfamilie Saltykow. Ein Flügel stammt aus dem Jahr 1787, die Vordertreppe von Fjodor Schechtel aus 1899. 1831 wurde dieses Gebäude von dem Bibliophilen Alexei Dmitriewitsch Tschertkow gekauft und umgebaut. Danach organisierte hier Tschertkow eine große Bibliothek. Hier waren Wassili Schukowski, Alexander Puschkin, Nikolai Gogol, der Historiker Michail Pogodin und viele andere zu Besuch. Sein Sohn Grigori Alexandrowitsch setzte die Sammlungsvergrößerung fort und öffnete hier 1863 die Bibliothek mit allgemeinem Zugang (Tschertkow-Bibliothek). Seit 1873, als die Bibliothek ins Paschkow-Haus umgesiedelt wurde, und bis zur Oktoberrevolution, sowie unter der Sowjetherrschaft, wurde das Gebäude von verschiedenen Organisationen genutzt. Das Gebäude ist ein Kulturdenkmal mit föderaler Bedeutung (also mit einer besonderen Bedeutung).

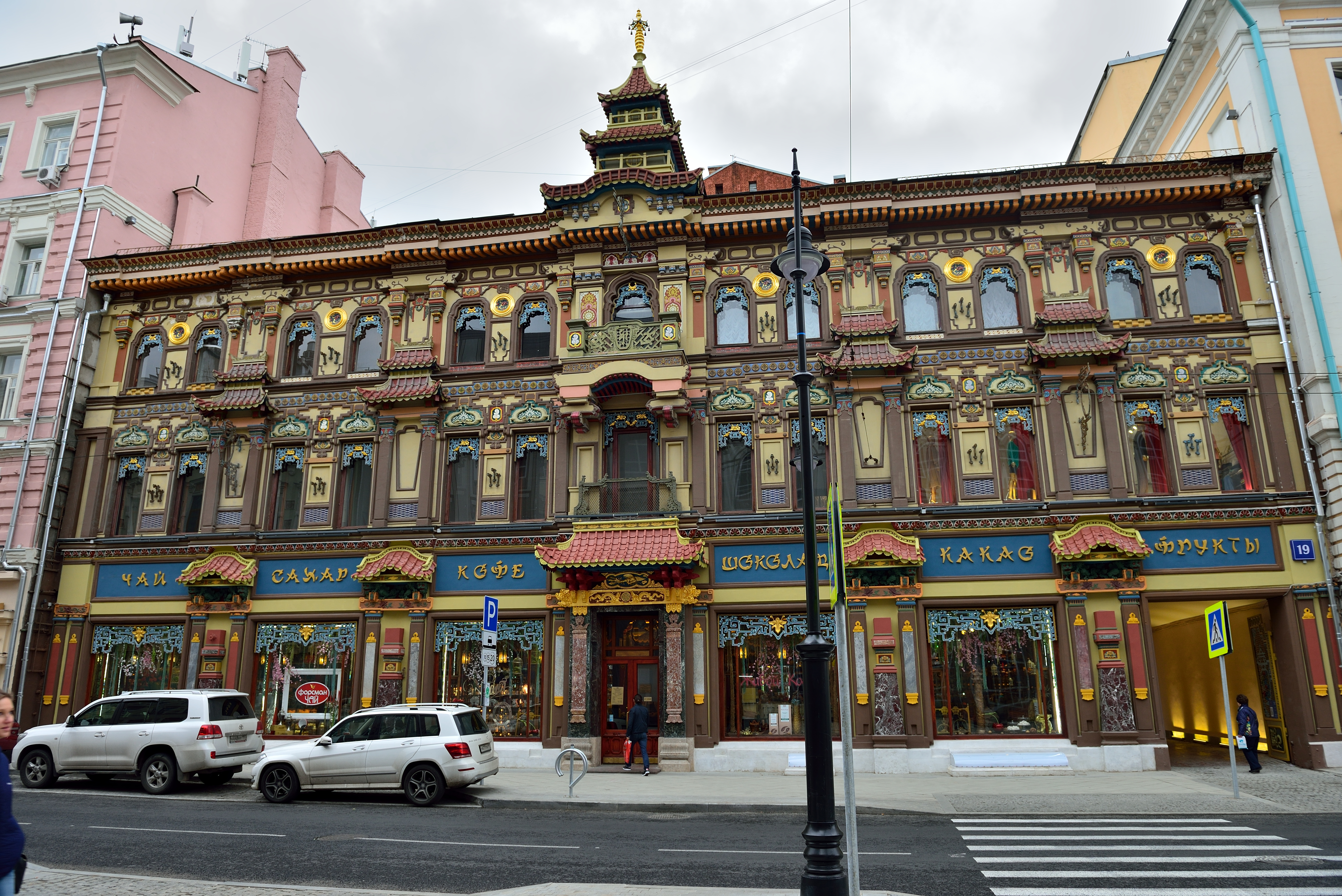
Tee-Haus Perlow

- Hausnummer 19 – Das Tee-Haus Perlow – noch ein Denkmal mit föderaler Bedeutung. Dieses Haus wurde 1893 von Roman Klein für den Kaufmann Sergei Perlow, einen Tee-Händler, gebaut. Außerdem wurde hier von Perlow eine Bibliothek organisiert, und verschiedene Kulturelle Maßnahmen wurden durchgeführt. 1895 beschloss Perlow, sich mit einer chinesischen Tee-Handlung zu beschäftigen (es wurde unter anderem durch einen Besuch von Li Hongzhang Russlands verursacht) und dafür dieses Gebäude als einen Tee-Laden zu benutzen, wobei Aussehen sowie Interieur des Gebäudes im chinesischen Stil umgewandelt werden sollten. Damit unternahm Architekt Karl Gippius einen Umbau im Stil Chinoiserie. Nach der Oktoberrevolution wurde das Gebäude verstaatlicht, der erste Stock wurde immer noch mit einem Tee-Laden besetzt, ein anderer Teil als Wohnraum benutzt. Zu Beginn des 21. Jahrhunderts wurde es restauriert. Auch bis heute befindet sich hier eine Tee-Handlung.[3]

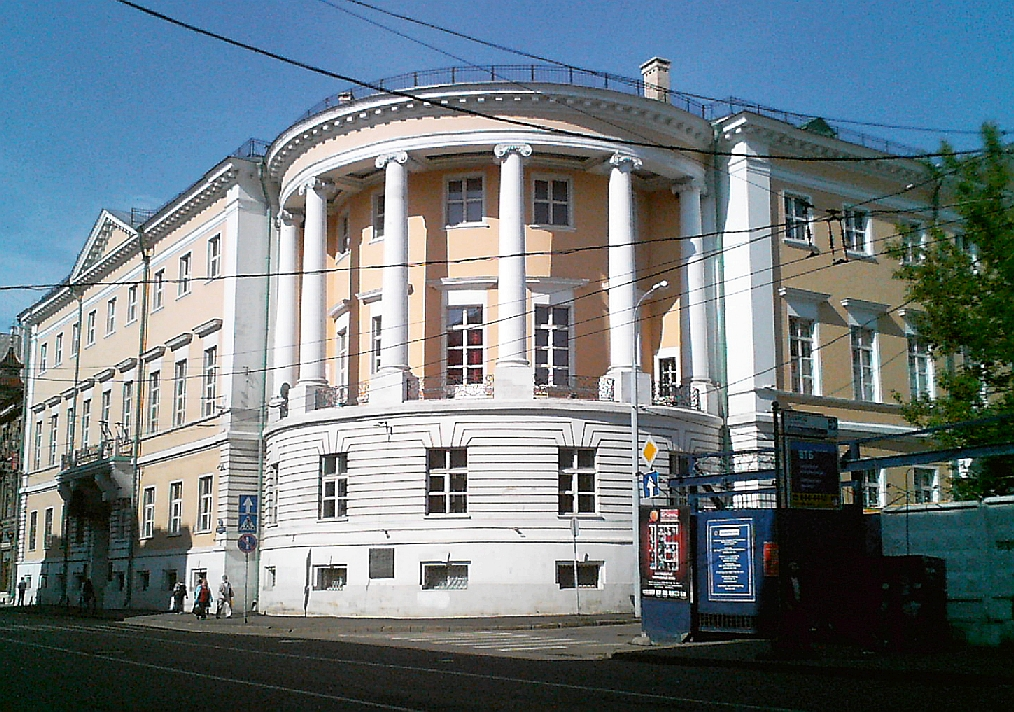
Juschkow-Haus

- Hausnummer 21/1. Juschkow-Haus. Das Denkmal des Moskauer Klassizismus wurde zwischen 1780 und den 1790er Jahren durch einen Auftrag von General-Porutschik Iwan Juschkow, errichtet. Der Architekt war vermutlich Wassili Iwanowitsch Baschenow. 1844 verkaufte der Sohn Juschkows, Pjotr Iwanowitsch, ein Freimaurer, sein Haus für 35.000 Silberrubel an Moskauer Hochschule für Malerei, Bildhauerei und Architektur. Ab 1872 wurden hier Ausstellungen von Peredwischniki organisiert. Ende des 19. Jahrhunderts wurde das Gebäude umgebaut. In Sowjetzeiten befanden sich hier WChUTEMAS und WChUTEIN, 1942 bis 1962 das Moskauer Ingenieur-Physiker-Institut, danach wissenschaftliche Organisationen, ab 1989 die Russische Akademie für Malerei, Bildhauerei und Architektur. Es gibt eine Reihe von Gedenktafeln an der Fassade, darunter für A.Sawrassow. Am Hof des Gebäudes liegt eine Ausstellungshalle der Hochschule (Architekt ist Nikolai Kurdjukow, Bauingenieur ist Wladimir Schuchow).

- Hausnummer 37/1. Das Herrenhaus Dokutschaew-Soldatjonkow, ein Kulturdenkmal mit föderaler Bedeutung. Im Grund dieses Gebäudes liegen Palaten aus dem 17. Jahrhundert; 1819–1821 wurde das Gebäude von Joseph Bové und Afanasi Grigorjew umgebaut, Mitte des 19. Jahrhunderts nochmals. Von 1857 bis 1901 war der Kaufmann Kosma Soldatjonkow, ein bekannter Kunstsammler und Bibliophiler, Besitzer des Hauses. Sein Haus galt als ein Zentrum des Kulturlebens Moskaus. Hier waren Wassili Kljutschewski, Sergei Solowjow, Iwan Sabelin, Anton Tschechow und viele andere zu Gast. Nach der Oktoberrevolution befand sich hier ein Kindergarten; 1941–1945 befand sich hier das Hauptquartier des Kommandos des Obersten Befehlshabers. Nach dem Krieg lebte hier Marschall Leonid Govorow. Danach gehörte das Gebäude zu dem Verteidigungsministerium der UdSSR/Russlands. Jetzt befindet sich hier ein Restaurant.

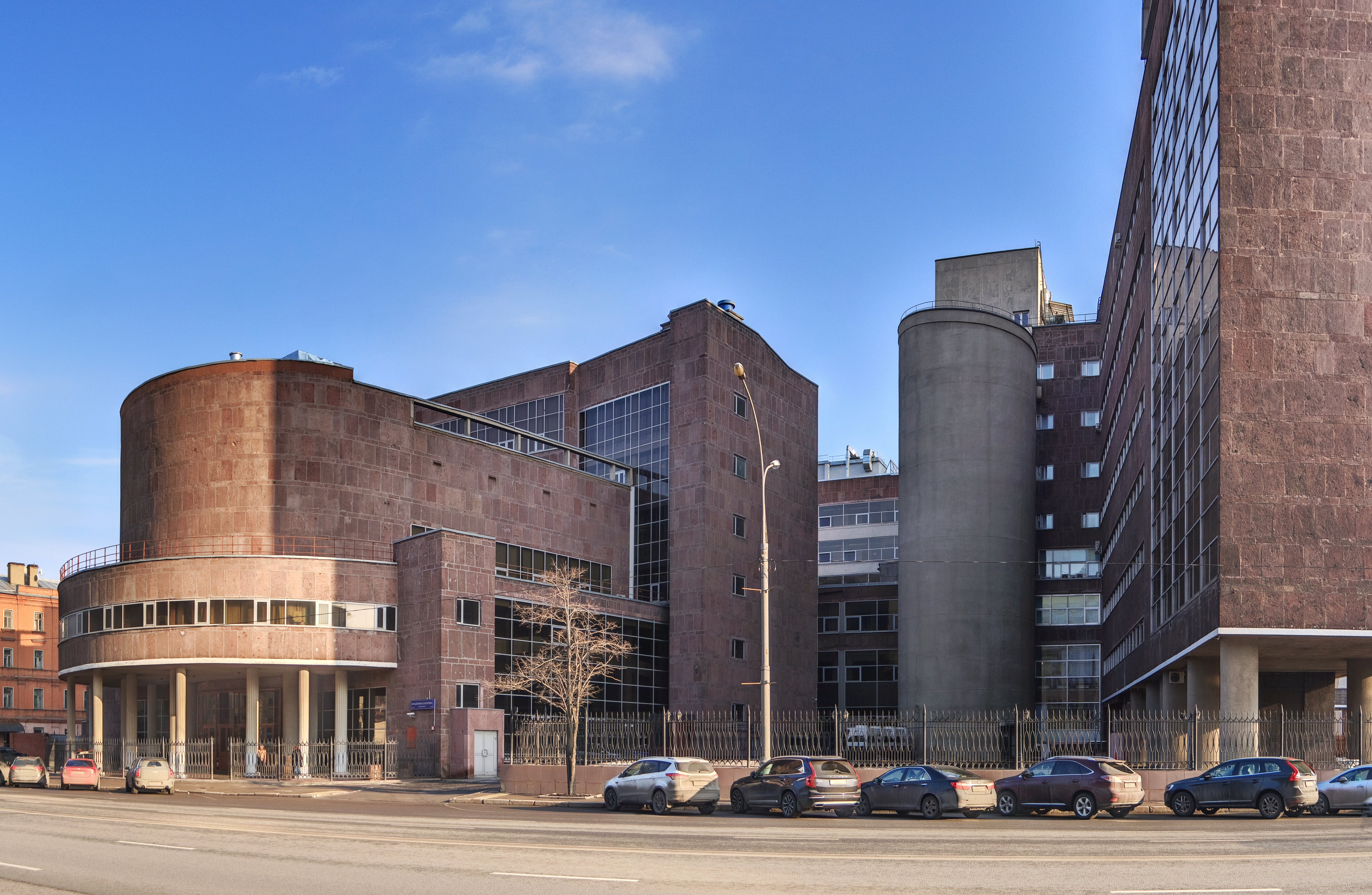
Zentrosojus

- Hausnummer 39. Das Zentrosojus-Gebäude, ein Denkmal der Moderne. Dieses große Gebäude erstreckt sich gänzlich über das Gebiet zwischen Mjasnizkajastraße und Sacharow-Prospekt und verfügt über zwei Fassaden. Es wurde nach den Plänen von Le Corbusier entsprechend Fünf Punkte zu einer neuen Architektur mit einer Teilnahme von Pierre Jeanneret und Nikolai Kolli erbaut. Deswegen wurde die hier stehende große Nikolaus-Kirche zerstört (siehe oben). Der Bau erfolgte von 1928 bis 1936 mit einer längeren Pause, da von Josef Stalin beschlossen wurde, Klassizismus als vorwiegenden Baustil zu verwenden. Jetzt befinden sich hier das Bundesamt für Statistik (Rosstat) und das Bundesamt für Finanzaufsicht. Am 15. Oktober 2015 wurde vor der Fassade des Gebäudes in der Mjasnizkaja-Straße ein Denkmal für Le Corbusier eröffnet.

- Hausnummer 47. Das Gostorg-Gebäude, ein Muster des Stils Konstruktivismus aus den Jahren 1925–1927 vom Architekten Boris Welikowski. Jetzt befindet sich hier die Bundesagentur für Tourismus – „Rosturism“.

An der Seite mit den geraden Hausnummern befinden sich unter anderem:
- Hausnummer 6/3, Korps 1. Das Stacheew-Mietshaus aus 1897, Architekt Michail Bugrowski; 1986 wurde übergebaut. Seit 1957 befindet sich hier ein Bücherladen (erster Name „Buchwelt“ (russ. Knischny Mir), jetziger Name ist Biblio-Globus) – einer der größten Bücherläden Moskaus.
- Hausnummer 8/2 – Das Gebäude der Partnerschaft Kusnetzow aus 1898–1903 vom Architekten Fjodor Schechtel.
- Hausnummer 26 Komplex des Gebäudes für Postamt Moskau.
- Hausnummer 40 Komplex des Gebäudes für das „Alte“ Postamt Moskaus. Das Hauptgebäude aus 1808–1810 wurde 1854 umgebaut.
- Hausnummer 40a – ein Wohngebäude aus 1948 für Wissenschaftler. Hier lebten Mstislaw Keldysch, Georgi Bjuschgens sowie mehrere Mitarbeiter von TsAGI.
- Hausnummer 42 – das Herrenhaus Baryschnikow. Es wurde vom 17. bis Anfang 18. Jahrhundert erbaut, danach von Matwei Kasakow umgebaut, später von Semjon Kulagin restauriert. Hier lebte 1823–1824 Alexander Gribojedow; zu Gast waren Denis Dawydow, Wladimir Odojewski, Wilhelm Küchelbecker und andere. In der zweiten Hälfte des 19. Jahrhunderts wurde es vom Staat gekauft und in ein Krankenhaus umgewandelt. Jetzt befindet sich hier die Redaktion Argumenty i Fakty.
- Hausnummer 43 – das Herrenhaus Lobwanow-Rostowski, ein Kulturdenkmal mit föderaler Bedeutung. Mitte des 18. Jahrhunderts erweiterte General Pjotr Iwanowitsch Panin das Gebäude um zwei Flügel. 1791 kaufte es Fürst Alexander Iwanowitsch Lobwanow-Rostowski und baute es anschließend von 1799 bis 1801 im Stil des Klassizismus um. Seit 1825 war dort eine Zeichenschule und in den 1840er Jahren eine Glockengießerei untergebracht. In den 1870er Jahren diente das Anwesen als Lager- und Fabrikhalle. Die Planung es Anfang des 20. Jahrhunderts durch ein mehrstöckiges Wohnhaus zu ersetzen wurde verworfen.[4]
- Hausnummer 44/1 – Herrenhaus Golizyn – Meck – Stachejew aus dem 18. Jahrhundert, im 19. Jahrhundert wurde es umgebaut, danach mehrfach restauriert. 1843, während seines Besuchs Moskaus, lebte hier Franz Liszt, hier war oft Pjotr Tschaikowski, der  Freund der Hausbesitzerin Nadeschda von Meck war, zu Gast, in den 1880er Jahren lebte hier auch Claude Debussy als Musiklehrer der Kinder von Meck. Dadurch trug dieses Haus den Spitznamen „Haus der drei Komponisten“. 1997 wurde es restauriert, wodurch es sein ursprüngliches Aussehen des 18. Jahrhunderts zurückbekam. Das ist auch ein Kulturdenkmal mit föderaler Bedeutung.

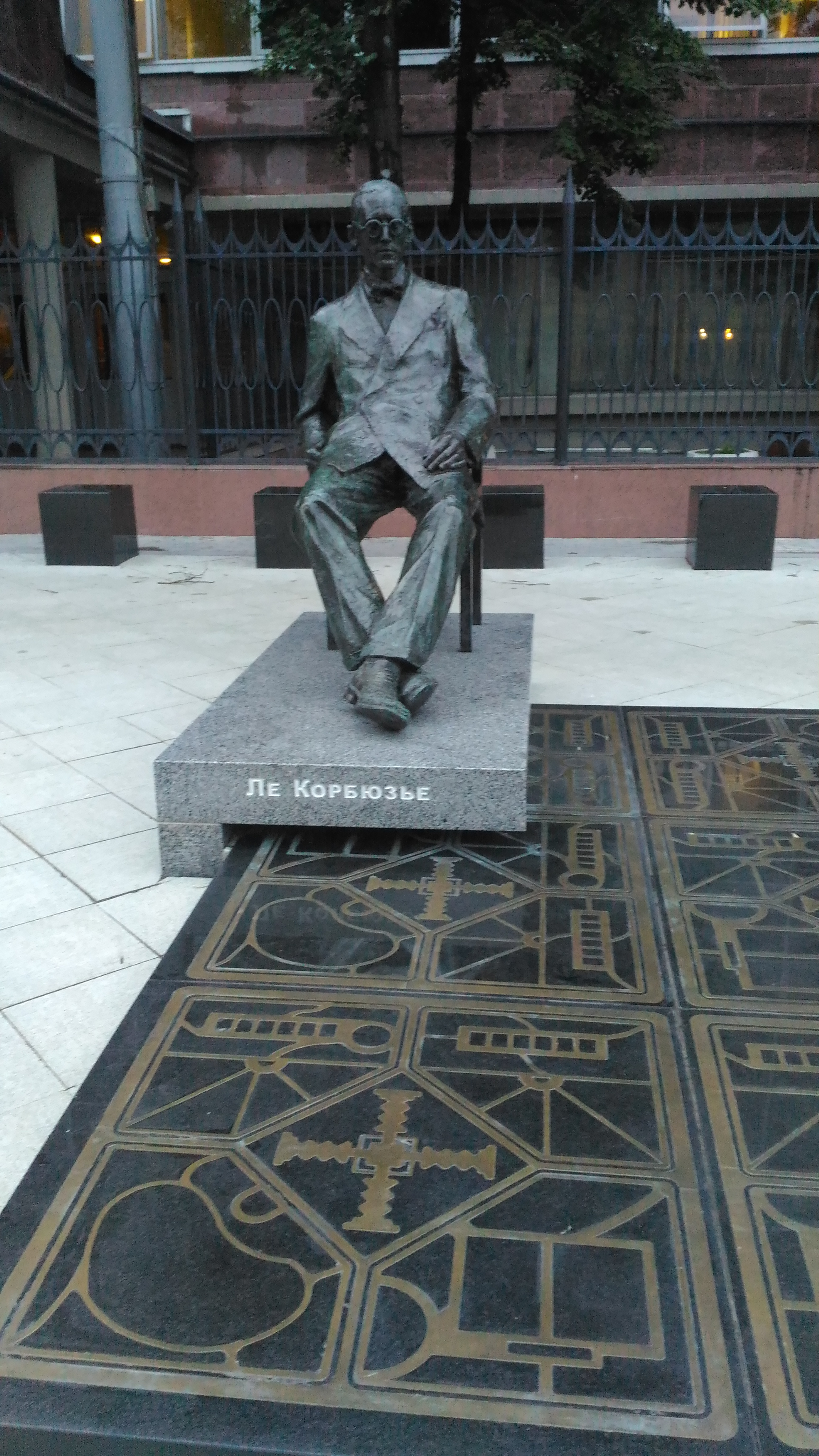
Corbusier-Denkmal
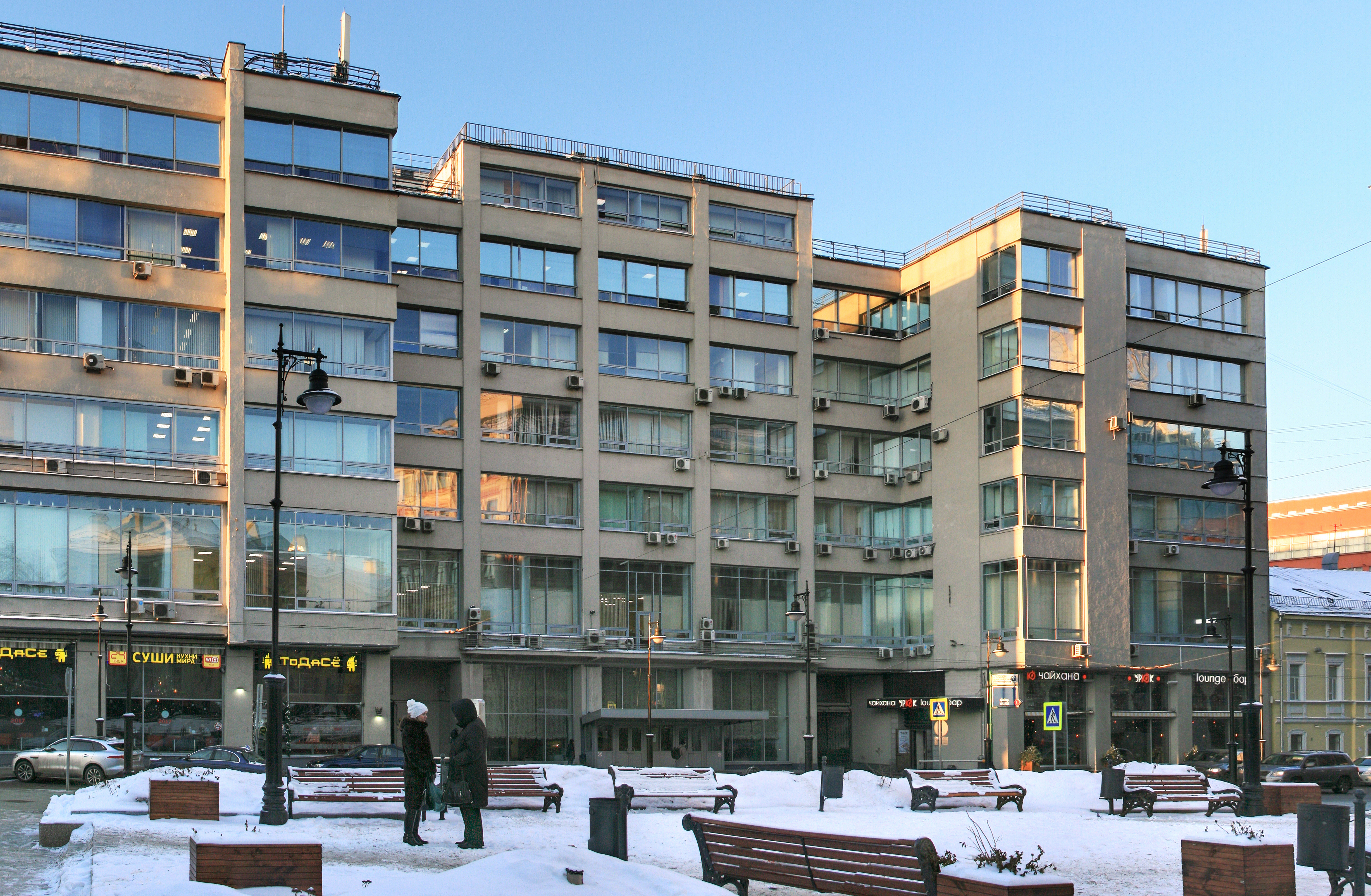
Nr. 47. Gostorg
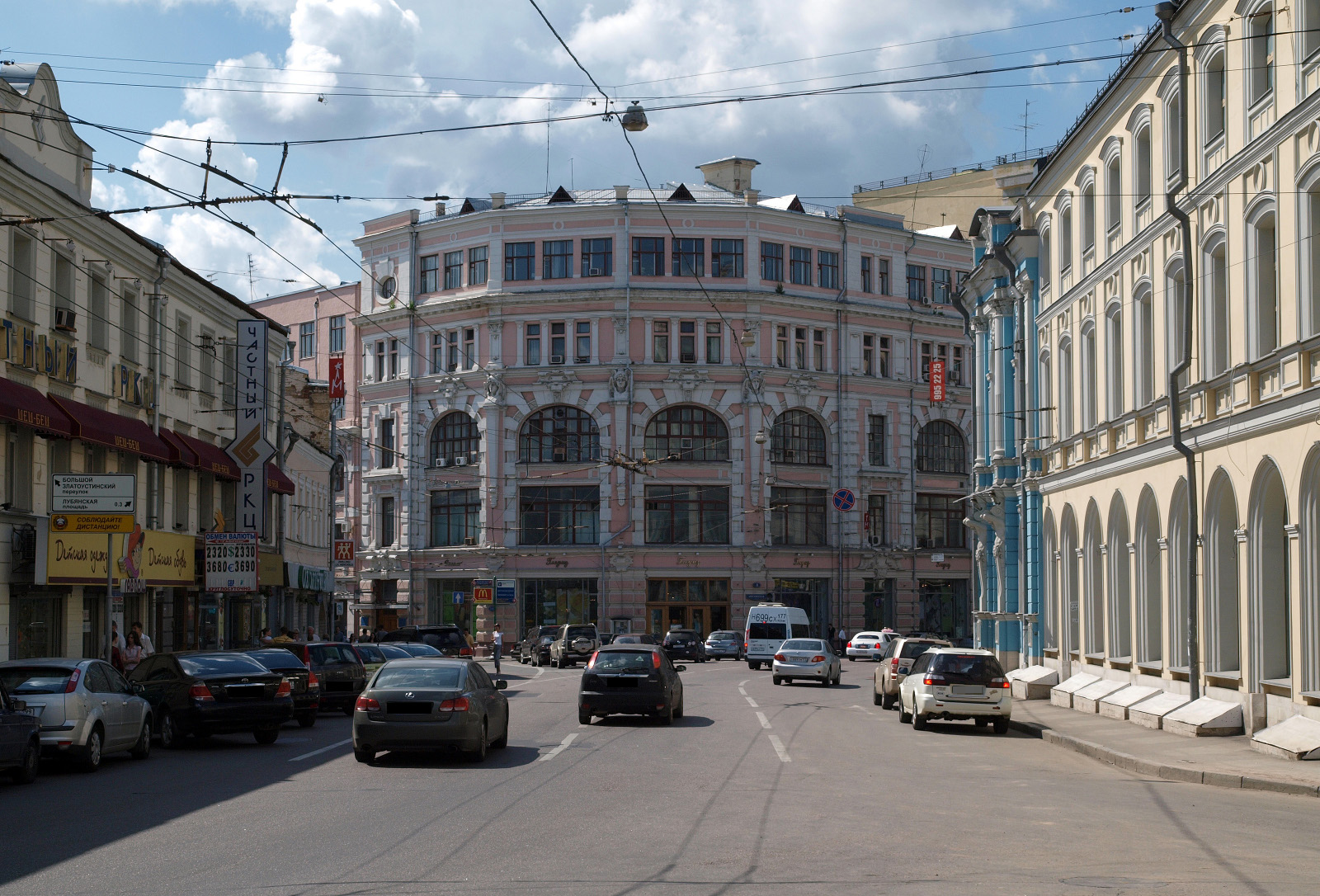
Nr. 8/2
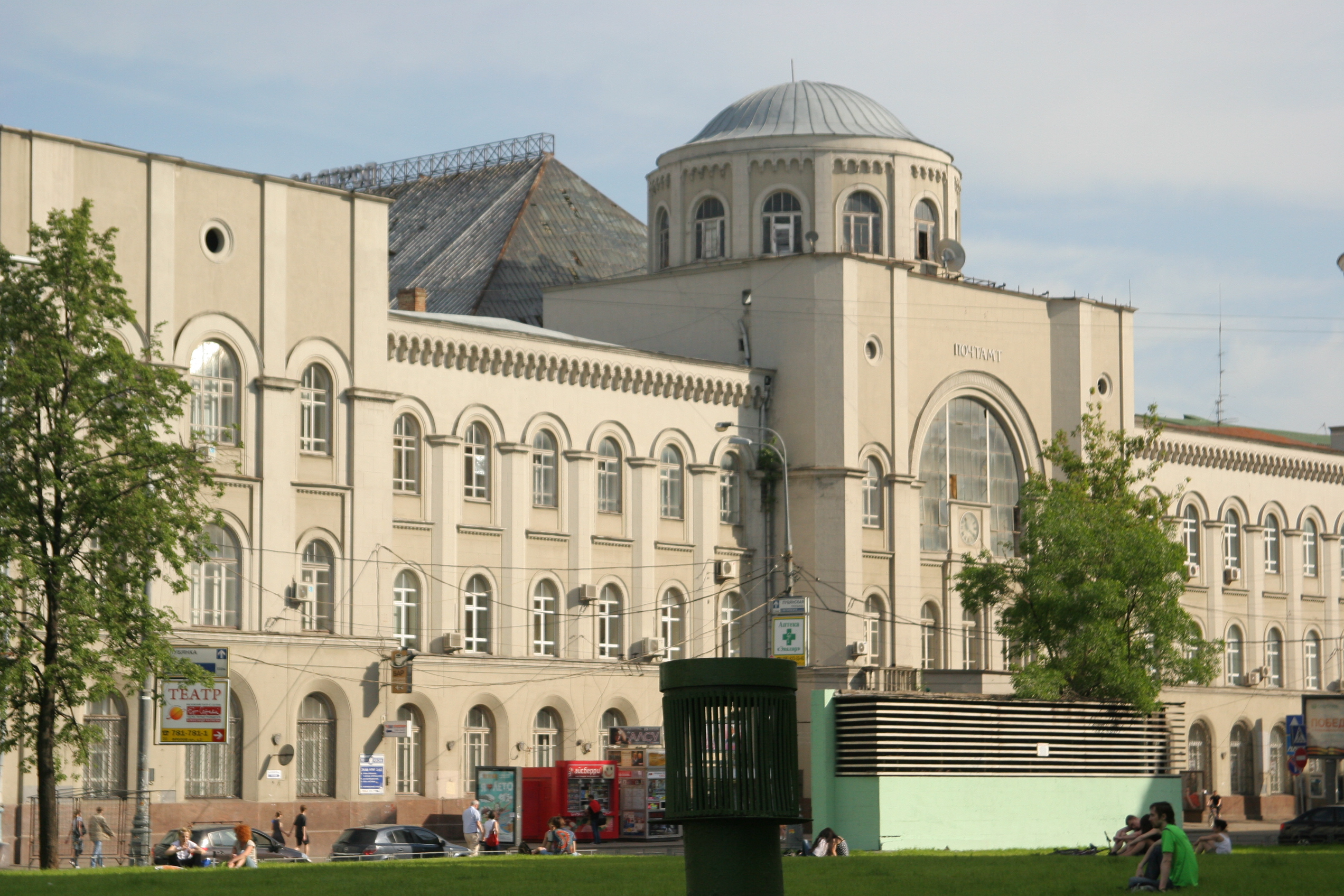
Postamt. Hauptgebäude
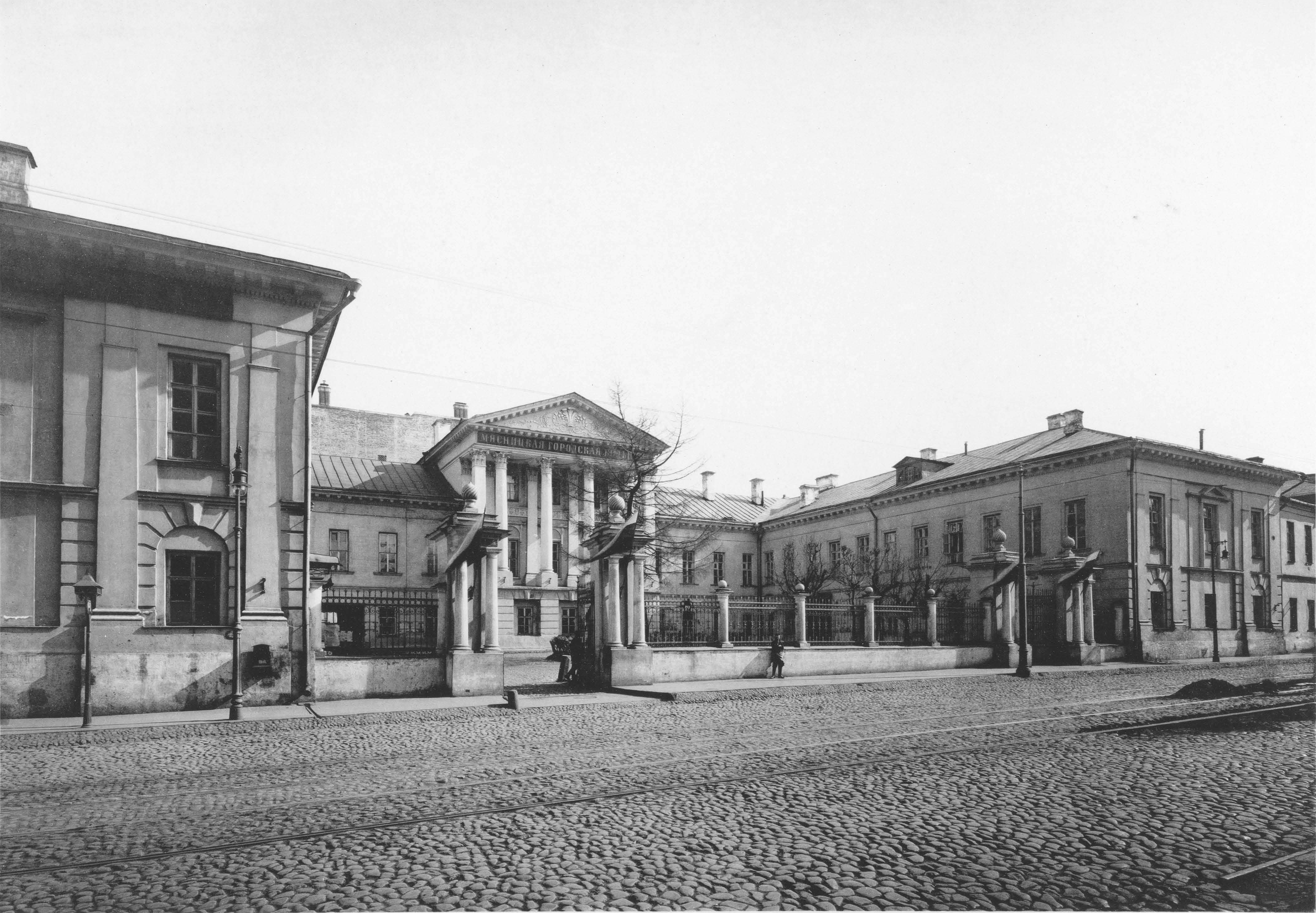
Nr. 42. Foto aus dem Jahr 1913
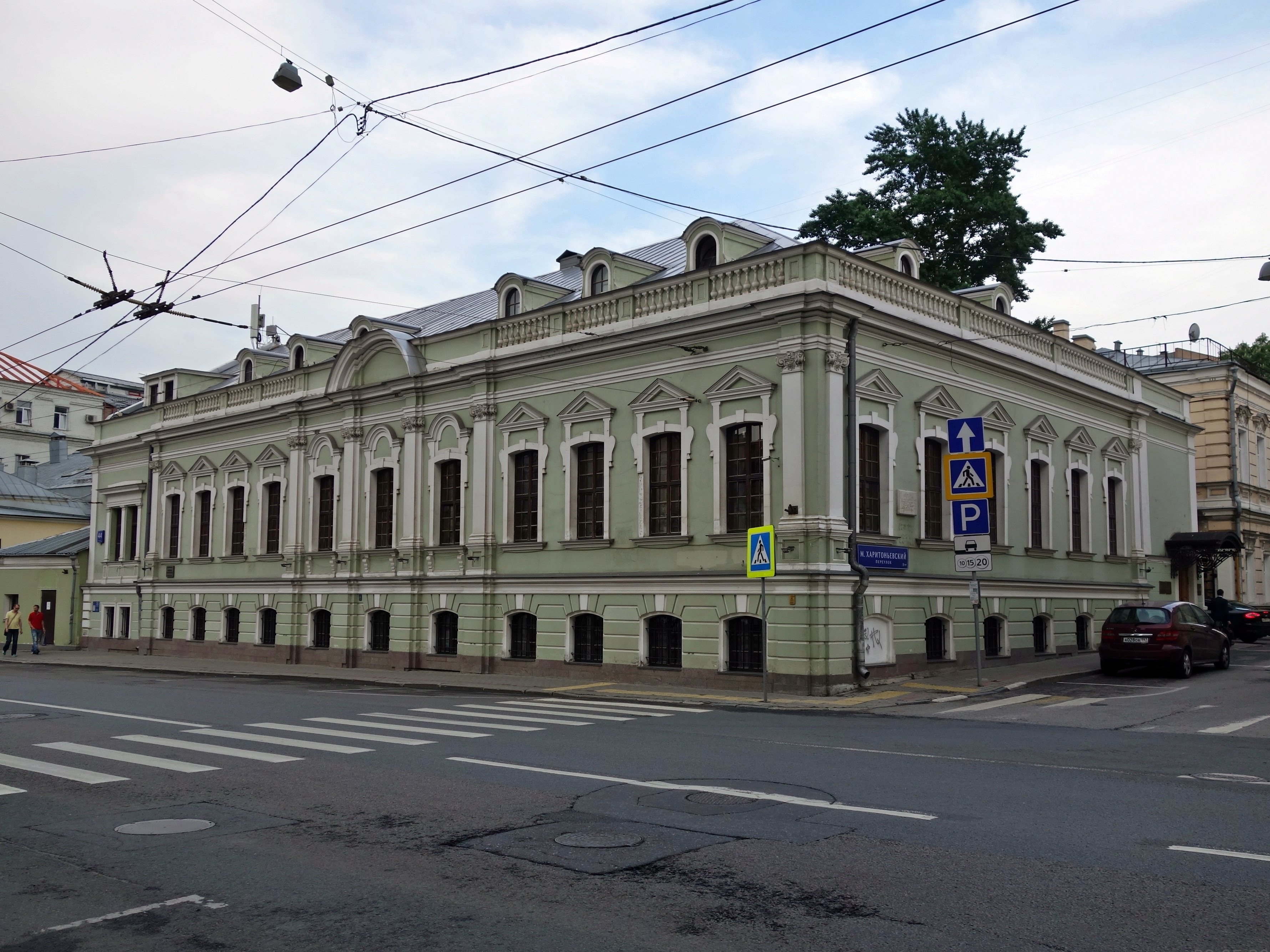
Nr. 44/1